# 모리야 게이스케
모리야 게이스케(일본어: 森谷 佳祐, 1986년 7월 11일 ~ )는 일본의 전 축구 선수이다.

## 구단 경력
과거 쇼난 벨마레, SC 사가미하라에서 활동하였다.